# Sceloporus torquatus
Espèce
Synonymes
- Sceloporus ferrariperezi Cope, 1885
- Sceloporus melanogaster Cope, 1885
- Sceloporus binocularis Dunn, 1936

Statut de conservation UICN

 LC  : Préoccupation mineure
Sceloporus torquatus est une espèce de sauriens de la famille des Phrynosomatidae.

## Répartition
Cette espèce est endémique du Mexique.

## Liste des sous-espèces
Selon The Reptile Database (22 février 2013) :
- Sceloporus torquatus binocularis Dunn, 1936
- Sceloporus torquatus madrensis Olson, 1986
- Sceloporus torquatus melanogaster Cope, 1885
- Sceloporus torquatus mikeprestoni Smith & Alvarez, 1976
- Sceloporus torquatus torquatus Wiegmann, 1828

## Publications originales
- Cope, 1885 : A contribution to the herpetology of Mexico. Proceedings of the American Philosophical Society, vol. 22, p. 379-404 (texte intégral).
- Dunn, 1936 : The amphibians and reptiles of the Mexican Expedition of 1934. Proceedings of the Academy of Natural Sciences of Philadelphia, vol. 88, p. 471-477.
- Olson, 1986 : A new subspecies of Sceloporus torquatus from the Sierra Madre Oriental, Mexico. Bulletin of the Maryland Herpetological Society, vol. 22, no 4, p. 167-170.
- Smith & Alvarez, 1976 : Possible Intraspecific Sympatry in the Lizard Species Sceloporus torquatus, and Its Relationship with S. cyanogenys. Transactions of the Kansas Academy of Science, vol. 77, no 4, p. 219-224.
- Wiegmann, 1828 : Beyträge zur Amphibienkunde. Isis von Oken, vol. 21, no 4, p. 364-383 (texte intégral).